# Moldavija
Republika Moldavija ali Moldova (romunsko Republica Moldova) je celinska država v vzhodni Evropi med Romunijo na zahodu in Ukrajino na vzhodu. Njena meja z Romunijo sledi toku reke Prut in delno tudi spodnjemu toku Donave. 
Kot država obstaja od časov Sovjetske zveze, ko je bila kot Moldavska ASSR znotraj Ukrajinske SSR v 20. letih 20. stoletja sprva ustanovljena v Transnistriji na levem (vzhodnem) bregu reke Dnester, leta 1940 pa je bila Moldavska SSR ustanovljena na večini ozemlja med Dnestrom in Prutom, znanega kot Besarabija, ki ga je Sovjetska zveza odvzela Romuniji leta 1940, vendar je ohranila del ozemelj v Pridnestrju, ki so bili del Ukrajinske SSR.

## Upravna delitev
Moldavija je upravno razdeljena na 32 okrajev (moldavsko raioane), tri mestne občine ter dve avtonomni teritorialni enoti.
Okraji:
| 1. Anenii Noi 2. Basarabeasca 3. Briceni 4. Cahul 5. Cantemir 6. Călărași 7. Căușeni 8. Cimișlia | 1. Criuleni 2. Dondușeni 3. Drochia 4. Dubăsari 5. Edineț 6. Fălești 7. Florești 8. Glodeni | 1. Hîncești 2. Ialoveni 3. Leova 4. Nisporeni 5. Ocnița 6. Orhei 7. Rezina 8. Rîșcani | 1. Sîngerei 2. Soroca 3. Strășeni 4. Șoldănești 5. Ștefan Vodă 6. Taraclia 7. Telenești 8. Ungheni |

Mestne občine:
| 1. Kišinjev | 1. Bălți | 1. Bender |  |

Avtonomni teritorialni enoti:
1. Gagauzija
2. Pridnestrje

Del Moldavije vzhodno od reke Dnester, naseljen pretežno z etničnimi Rusi in Ukrajinci, se imenuje Pridnestrska republika oz. Pridnestrje (uporablja se tudi ime Transnistrija, ki pa označuje le levi breg Dnestra). Ta pokrajina je leta 1990 razglasila Pridnestrsko moldavsko socialistično republiko, da bi v primeru ponovne združitve Moldavije z Romunijo ostala del Sovjetske zveze. Kasneje je bila razglašena kot ti. Pridnestrska moldavska republika, ki je ne priznava nobena država. Leta 1992 je izbruhnila krajša vojna v kateri je posredovala Rusija, ki je tam še vedno vojaško prisotna. Svet Evrope območje obravnava kot okupirano s strani Rusije.